# Rolling Thunder (jogo eletrônico)
Rolling Thunder é um jogo de ação side-scrolling produzido pela Namco lançado originalmente em 1986 como um jogo de arcade, que passou ao hardware Namco System 86. Foi distribuído internacionalmente fora do Japão pela Atari Games. O jogador assume o controle de um agente secreto que deve resgatar sua parceira de uma organização terrorista. Rolling Thunder foi lançado para várias plataformas de computador em 1987, e a Family Computer e Nintendo Entertainment System em 1989.

## Recepção
Em 1996, a Next Generation classificou-o como o jogo top 43 de todos os tempos, observando que foi uma escolha controversa.

## Continuações
Rolling Thunder foi seguido por uma única sequência para os arcades intitulado Rolling Thunder 2 em 1990. A versão do Mega Drive de Rolling Thunder 2 foi lançado em 1991, seguido por uma continuação Genesis exclusiva intitulada Rolling Thunder 3, lançada exclusivamente na América do Norte em 1993.